# Patapoklosi, Baranya
Patapoklosi este un sat în districtul Szigetvár, județul Baranya, Ungaria, având o populație de 390 de locuitori (2011). 

## Demografie
Componența etnică a satului Patapoklosi
     Maghiari (84,8%)
     Romi (15,2%)
Componența confesională a satului Patapoklosi
     Romano-catolici (25,13%)
     Fără religie (11,79%)
     Reformați (8,72%)
     Necunoscută (54,36%)
Conform recensământului din 2011, satul Patapoklosi avea 390 de locuitori. Nu există o etnie majoritară, locuitorii fiind maghiari (84,8%) și romi (15,2%). Nu există o religie majoritară, locuitorii fiind romano-catolici (25,13%), persoane fără religie (11,79%) și reformați (8,72%). Pentru 54,36% din locuitori nu este cunoscută apartenența confesională.